# Jesús Fuentes y Muñiz
Jesús Fuentes y Muñiz (Toluca, 17 de febrero de 1834 - Ciudad de México, 9 de abril de 1895) fue un político e ingeniero mexicano. Fue secretario de Hacienda de México de 1882 a 1884 en el gabinete del presidente Manuel González Flores.

## Trayectoria política
José Simeón Gabino Severiano de Jesús María Fuentes y Muñiz nació en Toluca el 17 de febrero de 1834, siendo hijo del coronel Agustín Fuentes Pérez y de doña Rafaela Muñiz Fonseca; fue bautizado tres días después. Estudió ingeniería en el Instituto Literario del Estado de México, establecido en Toluca. En 1872 fue director del Instituto Literario del Estado de México. Durante su administración fundó la Escuela de Ingenieros y estableció la carrera de profesor en instrucción primaria. En 1872 fue presidente municipal de Toluca, durante su mandato aprobó el proyecto para la construcción del Palacio Municipal de Toluca.
El 13 de septiembre de 1882 fue nombrado secretario de Hacienda por el presidente Manuel González Flores. Ocupó el cargo hasta el 9 de febrero de 1884. De 1889 a 1891 fue presidente de la XIII Legislatura del Congreso del Estado de Tlaxcala. En sus últimos años fue director del Nacional Monte de Piedad. Falleció en la Ciudad de México el 9 de abril de 1895.